# Општина Килииле (Бузау)
Килииле (рум. Chiliile) општина је у Румунији у округу Бузау.
Oпштина се налази на надморској висини од 465 m.